# Lance Comfort
Pour les articles homonymes, voir Comfort.
Lance Comfort, né le 11 août 1908 à Harrow (Grand Londres) et mort le 25 août 1966 à Worthing (Sussex), est un réalisateur, producteur, scénariste et acteur britannique.

## Filmographie

### Réalisateur
- 1942 : Those Kids from Town
- 1942 : Penn of Pennsylvania
- 1942 : Le Chapelier et son château (Hatter's Castle)
- 1943 : Chef d'escadrille (en) (Squadron Leader X)
- 1943 : Grand-Mère Riley détective (en) (Old Mother Riley Detective)
- 1943 : When We Are Married (en)
- 1943 : Escape to Danger
- 1944 : Hôtel Réserve (Hotel Reserve) (+ producteur)
- 1945 : Great Day (en)
- 1946 : La Perle noire (Bedelia)
- 1947 : Le Port de la tentation (en) (Temptation Harbour)
- 1948 : L'Homme à la cicatrice (en) (Silent Dust)
- 1948 : Fille maudite (en) (Daughter of Darkness)
- 1950 : Portrait of Clare
- 1952 : Eight O'Clock Walk
- 1953 : The Girl on the Pier (+ producteur)
- 1953 : The Genie
- 1954 : The Last Moment
- 1954 : Bang! You're Dead (+ producteur)
- 1955 : Faccia da mascalzone (it)
- 1956 : The Man in the Road
- 1957 : At the Stroke of Nine
- 1957 : Face in the Night
- 1957 : Man from Tangier
- 1958 : Poupée de chiffon (en) (Rag Doll)
- 1958 : Ivanhoé (Ivanhoe) (série TV)
- 1959 : Make Mine a Million
- 1959 : Le Vilain Petit Canard (en) (The Ugly Duckling)
- 1961 : Touch of Death
- 1961 : The Breaking Point
- 1961 : Le Gang des coffres (en) (Pit of Darkness) (+ scénariste et producteur)
- 1962 : The Painted Smile
- 1963 : Live It Up! (en) (+ producteur)
- 1963 : L'Évasion (The Break)
- 1963 : Blind Corner
- 1964 : Tomorrow at Ten
- 1965 : Orgie satanique (Devils of Darkness)
- 1965 : Be My Guest (+ producteur)

### Producteur
- 1951 : Home to Danger de Terence Fisher
- 1956 : Port of Escape d'Anthony Young
- 1962 : Band of Thieves de Peter Bezencenet
- 1963 : The Switch de Peter Maxwell